# El Acebo
El Acebo ist ein sehr kleiner Ort am Jakobsweg in der Provinz León der Autonomen Gemeinschaft Kastilien-León. Der Ortsname verweist auf die Europäische Stechpalme.

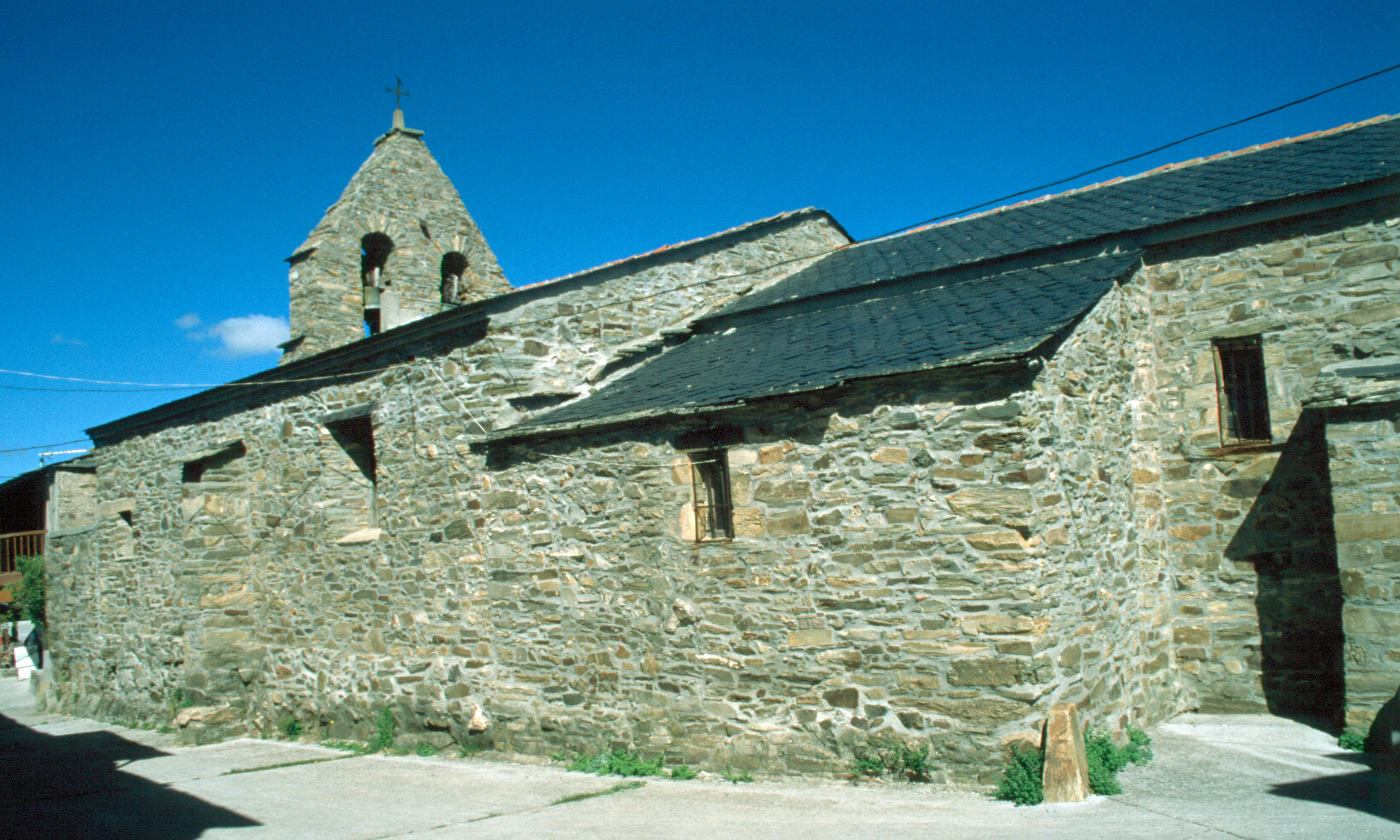
Dorfkirche in El Acebo

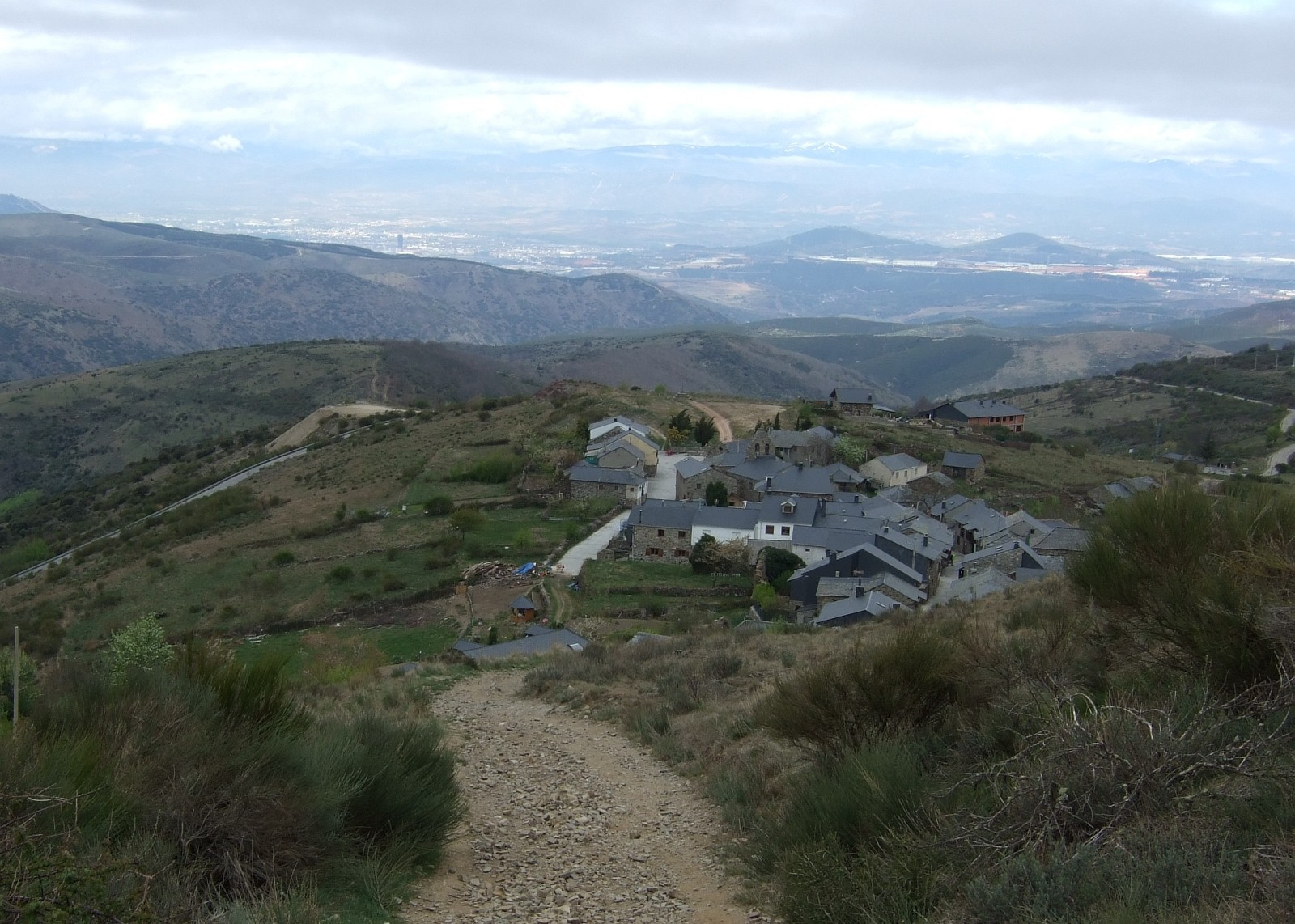
El Acebo vor Ponferrada

Der malerische Ort ist ein sehr gutes Beispiel für die Bergdörfer im oberen Bierzo: Die Häuser sind aus Schiefer gebaut, dem typischen Baumaterial der Region, und damit auch gedeckt. Ein weiteres Charakteristikum sind die auf die Straße zeigenden Holzbalkone, die meist über Außentreppen erreichbar sind. 
Mündlicher Überlieferung zufolge waren die Bewohner im Mittelalter gegen Aufstellung und Pflege von achthundert Pfählen zur Kennzeichnung des Pilgerweges (in dieser Höhe besonders wichtig bei Schnee) vom Tribut gegenüber dem König befreit.
Wie in anderen Dörfern am Jakobsweg verbesserte die Wiederbelebung der Jakobswallfahrt die wirtschaftliche Basis des Dorfes: Neben kommunaler und privater Herberge gibt es einige Casas Rurales genannte Ferienwohnungen, auch ein Lebensmittelgeschäft hat wieder eröffnet. Die einzige Gaststätte, deren Inhaber auch Besitzer der privaten und Verwalter der kommunalen Herberge ist, genießt bei Pilgern einen zwiegespaltenen Ruf: gute Küche, schlechter Service. Letzterer hat inzwischen Eingang in einige aktuelle Pilgerführer gefunden.
Die Dorfkirche ist dem heiligen Michael geweiht und beherbergt eine polychromierte Figur, die Santiago darstellen soll. Weil seine traditionellen Attribute fehlen, kommen jedoch auch der Evangelist Johannes (Apostel) oder Jesus Christus in Frage.
Am Ortsausgang erinnert ein modernes Denkmal aus Bewehrungsstahl an den Tod des deutschen Fahrradpilgers Heinrich Krause, der hier am 13. August 1987 zu Tode kam.
Radfahrer werden deshalb auch weiterhin vor der kurvenreichen und steilen Abfahrt nach Molinaseca gewarnt.
Nach dem Denkmal zweigt die Straße nach Compludo ab. Der heilige Fructuosus soll hier im 7. Jahrhundert sein erstes Kloster gegründet und es den Heiligen Justo und Pastor geweiht haben. Im Zusammenhang mit dem Kloster muss auch die mittelalterliche Schmiede von Compludo gesehen werden, die immer noch einsatzbereit ist und deren Hämmer immer noch mit dem gleichen mittelalterlichen Wasserantrieb getrieben werden. Einer Legende zufolge soll hier das Schwert geschmiedet worden sein, das Pelayo in der legendären Schlacht von Covadonga benutzt hat.